# Lluís Muntada

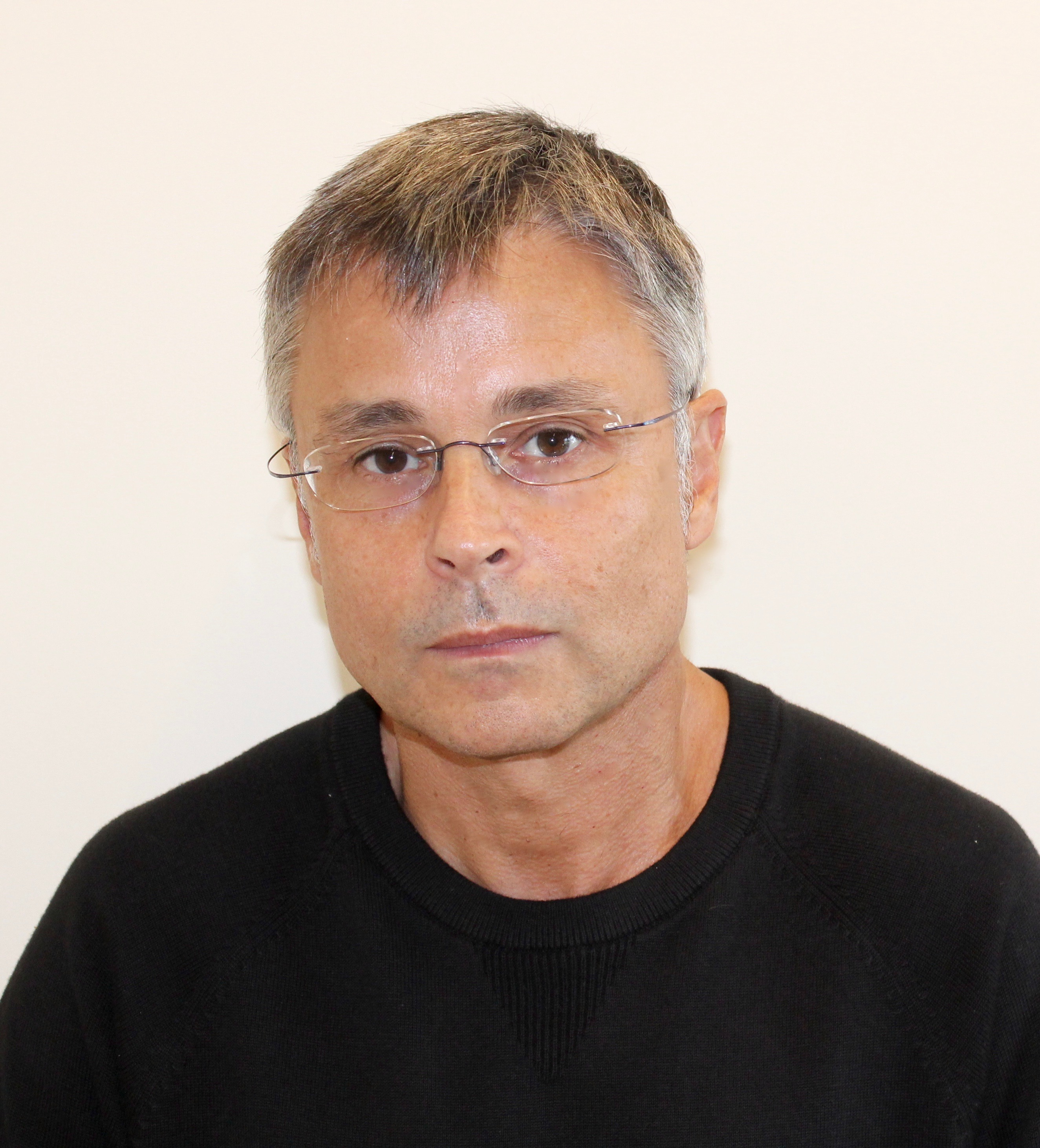
Lluís Muntada (2015).

Lluís Muntada Vendrell (Riudellots de la Selva, 1964) es un escritor español en catalán.

## Biografía
Doctor en Filosofía y Letras, es catedrático de enseñanza secundaria, profesor de la Universidad de Gerona y ha sido articulista en distintos diarios como El Punt Avui, Diario de Barcelona o el Diari de Girona. También ha desarrollado la crítica literaria en el diario El País y en la revista L'Avenç. Desde 2008 dirige la Colección Josep Pla de la Diputación de Gerona.
En 1982 ganó el Premio de novela corta Just Manuel Casero en 1982 con la obra Espirals (publicada por Empúrie/ Pont de pedra),) en 2002 el Premio Mercè Rodoreda de cuentos y narraciones por Canvi d'agulles, publicado por la editorial Proa y en 2011 el premio El setè cel de Salt por L'elegància del número zero.

## Obras
- Espirals. (Empúries / El pont de pedra, 1989)
- Canvi d'agulles. (Proa, 2003)
- Girona, primeres mirades.(coautor) (Ayuntamiento de Gerona, 2003)
- Torres Monsó. El dret a mirar. (Ayuntamiento de Gerona, 2004)
- Girona, XXI segles. (coautor) (Ayuntamiento de Gerona / Lunwerg, 2008)
- L'elegància del número zero. (Proa, 2010)
- Torres Monsó. Una illa habitada (2012)